# Dactylochelifer syriacus
Espèce
Dactylochelifer syriacus est une espèce de pseudoscorpions de la famille des Cheliferidae.

## Distribution
Cette espèce se rencontre en Syrie et au Liban.

## Description
Le mâle holotype mesure 3 mm.

## Publication originale
- Beier, 1955 : Über Pseudoscorpione aus Syrien und Palästina. Annalen des Naturhistorischen Museums in Wien, vol. 60, p. 212-219 (texte intégral).